# St. Christophorus (Heilwasser)

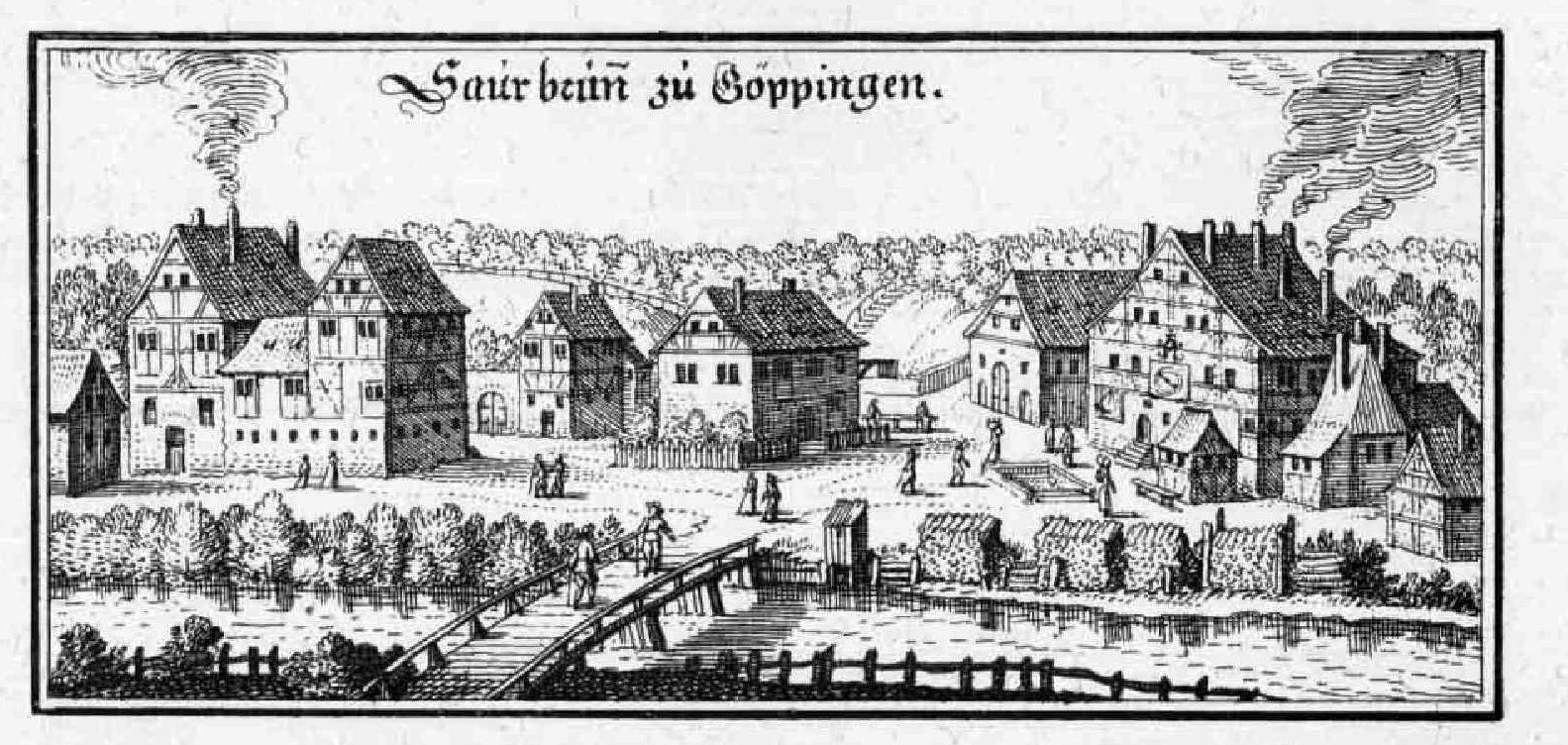
Saurbrunn zu Göppingen (17. Jahrhundert)

Das St. Christophorus aus den Quellen des Göppinger Mineralbrunnens ist ein Heilwasser mit über 600-jähriger Tradition. Seine Blütezeit hatte der Göppinger Sauerbrunnen im 15. und 16. Jahrhundert, als viele renommierte Ärzte zur Kur in Göppingen rieten.
Um Magen- und Leberleiden sowie Appetitlosigkeit zu heilen, wurde das Göppinger Heilwasser als Badekur und später als Trinkkur verabreicht. St. Christophorus ist ein natriumhaltiges Heilwasser und besitzt dadurch einen leicht salzigen Geschmack.
Inhaltsstoffe des St. Christophorus Heilwasser in mg/l:
| Natrium   | 340,00 | Fluorid          | 0,54    |
| Kalium    | 24,30  | Chlorid          | 54,00   |
| Lithium   | 0,76   | Ammonium         | 0,78    |
| Magnesium | 58,30  | Nitrat           | 2,60    |
| Calcium   | 301,00 | Sulfat           | 65,20   |
| Mangan    | 0,05   | Hydrogencarbonat | 1990,00 |
| Strontium | 0,71   | Kohlendioxid     | 2390,00 |

Auszug der aktuellen Heilwasseranalyse des Instituts für angewandte Chemie Gockel & Weischedel & Co. GmbH Stuttgart.